# 机器人男孩
机器人男孩（Robotboy）是英国和法国合作的电视动画节目，Alphanim公司制作，于2005年在卡通频道播出。讲述的是科学家莫西莫教授（ Professor Moshimo）创造的战斗机器人机器人男孩，有能摧毁整支军队的战力，却梦想能成为一个真正的男孩。

## 人物
汤米·特恩布尔（Tommy Turnbull）
机器人男孩（Robotboy）
萝拉·姆博拉（Lola Mbola）
机器人女孩（Robotgirl）
Bambi